# 真田村
真田村（さなだむら）は、かつて新潟県中魚沼郡にあった村。

## 沿革
- 1889年（明治22年）4月1日 - 町村制施行に伴い中魚沼郡真田村（一部）、南鎧坂村（一部）が合併し、真田村が発足。
- 1902年（明治35年）4月1日 - 中魚沼郡吉田村、鎧島村と合併し、吉田村を新設して消滅。